# Chiesa cattolica in Uganda

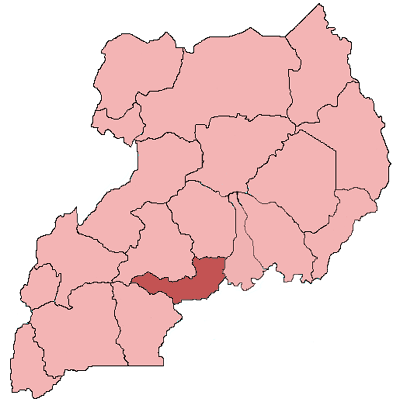
Mappa dell'arcidiocesi di Kampala e delle altre circoscrizioni ecclesiastiche dell'Uganda

La Chiesa cattolica in Uganda è parte della Chiesa cattolica universale in comunione con il vescovo di Roma, il papa.

## Storia
La Chiesa cattolica in Uganda vede l'arrivo dei primi missionari il 17 febbraio 1879: si tratta di due missionari dei Padri Bianchi provenienti dal Tanganika. Lo sviluppo del cattolicesimo in quella regione è però funestato da grandi prove: ben presto i missionari sono costretti a lasciare il Paese, e sono i laici a portare avanti l'opera di evangelizzazione; inoltre nel 1885 inizia una persecuzione contro tutti i cristiani: 22 martiri cattolici sono beatificati nel 1920 e canonizzati da Paolo VI nel 1964. Tra la fine del XIX e l'inizio del XX secolo in Uganda giungono nuovi istituti missionari, tra cui la Società Missionaria di San Giuseppe di Mill Hill nel 1894 ed i missionari comboniani nel 1910, a cui viene affidata nel 1923 la prefettura apostolica del Nilo equatoriale (corrispondente all'attuale parte nord del Paese). Nel 1939 viene ordinato il primo vescovo africano, Joseph Kiwanuka, vescovo di Masaka. Nel 1953 è istituita la gerarchia ecclesiastica ugandese. Nel 1969 due importanti eventi si svolgono in Uganda: la prima riunione del Simposio panafricano dei Vescovi alla presenza di papa Paolo VI, primo papa a visitare l'Africa. Nel 1993 l'Uganda riceve la visita pastorale di papa Giovanni Paolo II, seguita nel 2015 da quella di papa Francesco.

## Organizzazione ecclesiastica
Nel 2008 la Chiesa cattolica è presente sul territorio con 4 sedi metropolitane, 15 diocesi suffraganee e un ordinariato militare:
1. Arcidiocesi di Gulu, da cui dipendono le diocesi di: Arua, Lira e Nebbi;
2. Arcidiocesi di Kampala, da cui dipendono le diocesi di: Kasana-Luweero, Kiyinda-Mityana, Lugazi e Masaka;
3. Arcidiocesi di Mbarara, da cui dipendono le diocesi di: Fort Portal, Hoima, Kabale e Kasese;
4. Arcidiocesi di Tororo, da cui dipendono le diocesi di: Jinja, Kotido, Moroto e Soroti;
5. Ordinariato militare in Uganda.

## Statistiche
Alla fine del 2004 la Chiesa cattolica in Uganda contava:
- 428 parrocchie;
- 1352 preti;
- 2785 suore religiose;
- 5446 istituti scolastici;
- 442 istituti di beneficenza.

La popolazione cattolica ammontava a 10.795.530 cristiani, pari al 43,06% della popolazione.

## Nunziatura apostolica
Le relazioni diplomatiche tra la Santa Sede e la repubblica dell'Uganda sono state formalmente stipulate il 2 settembre 1966 con il breve Inter Sanctam Sedem di papa Paolo VI. Prima di tale data la chiesa cattolica in Uganda dipendeva dalla Delegazione apostolica del Kenya con sede a Mombasa e poi a Nairobi. Il primo rappresentante pontificio in Uganda dopo l'istituzione di relazioni diplomatiche è stato nominato il 6 agosto 1967. Fino al 1999 il rappresentante del papa era conosciuto con il titolo di "Pro-Nunzio Apostolico"; in seguito ha assunto il titolo di "Nunzio Apostolico".

### Pro-nunzi apostolici
- Amelio Poggi, arcivescovo titolare di Cercina (27 maggio 1967 - 27 novembre 1969 nominato delegato apostolico in Nigeria)
- Luigi Bellotti, arcivescovo titolare di Voncariana (27 novembre 1969 - 2 settembre 1975 nominato nunzio apostolico in Uruguay)
- Henri Lemaître, arcivescovo titolare di Tongeren (19 dicembre 1975 - 16 novembre 1982 dimesso)
- Karl-Joseph Rauber, arcivescovo titolare di Giubalziana (18 dicembre 1982 - 22 gennaio 1990 nominato presidente della Pontificia accademia ecclesiastica)
- Luis Robles Díaz, arcivescovo titolare di Stefaniaco (13 marzo 1990 - 6 marzo 1999 nominato nunzio apostolico a Cuba)

### Nunzi apostolici
- Christophe Pierre, arcivescovo titolare di Gunela (10 maggio 1999 - 22 marzo 2007 nominato nunzio apostolico in Messico)
- Paul Tschang In-nam, arcivescovo titolare di Amanzia (27 agosto 2007 - 4 agosto 2012 nominato nunzio apostolico in Thailandia e Cambogia e delegato apostolico in Birmania e Laos)
- Michael August Blume, S.V.D., arcivescovo titolare di Alessano (2 febbraio 2013 - 4 luglio 2018 nominato nunzio apostolico in Ungheria)
- Luigi Bianco, arcivescovo titolare di Falerone (4 febbraio 2019 - 20 maggio 2025 nominato nunzio apostolico in Slovenia e delegato apostolico in Kosovo)

## Conferenza episcopale
L'episcopato locale costituisce la Conferenza Episcopale dell'Uganda (Uganda Episcopal Conference, UEC), istituita nel 1960. La UEC agisce soprattutto tramite il Segretariato cattolico ugandese nello sforzo di promuovere e coordinare il ministero sociale e pastorale della chiesa ugandese. Questo compito è svolto attraverso dodici Commissioni tra cui quella liturgico-pastorale, quella dedicata all'apostolato dei laici, la commissione di giustizia e pace, quelle sull'educazione e la formazione dei preti, e quelle sull'ecumenismo e il dialogo interreligioso. Gli statuti della Conferenza sono stati approvati dalla Santa Sede l'8 settembre 1974.
La UEC è membro della Association of Member Episcopal Conferences in Eastern Africa (AMECEA) e del Symposium of Episcopal Conferences of Africa and Madagascar (SECAM).
Elenco dei presidenti della Conferenza episcopale:
- Emmanuel Kiwanuka Nsubuga, arcivescovo di Kampala (1969 - 1975)
- John Baptist Kakubi, arcivescovo di Mbarara (1975 - 1977)
- Adrian Kivumbi Ddungu, vescovo di Masaka (1977 - 1982)
- Barnabas Rugwizangonga Halem 'Imana, vescovo di Kabale (1982 - 1986)
- Emmanuel Wamala, vescovo di Kiyinda-Mityana e poi arcivescovo di Kampala (1986 - 1994)
- Paul Lokiru Kalanda, vescovo di Fort Portal (1994 - 2002)
- Paul Kamuza Bakyenga, arcivescovo di Mbarara (2002 - 2006)
- Matthias Ssekamaanya, vescovo di Lugazi (2006 - 2010)
- John Baptist Odama, arcivescovo di Gulu (2010 - 14 novembre 2018)
- Joseph Anthony Zziwa, vescovo di Kiyinda-Mityana, dal 14 novembre 2018

Elenco dei vicepresidenti della Conferenza episcopale:
- Joseph Anthony Zziwa, vescovo di Kiyinda-Mityana  (2010 - 14 novembre 2018)
- Robert Muhiirwa, vescovo di Fort Portal (14 novembre 2018 - 12 novembre 2022)
- Sanctus Lino Wanok, vescovo di Lira, dal 12 novembre 2022

Elenco dei segretari generali della Conferenza episcopale:
- Monsignore John Baptist Kauta, dal 2010